# Douglas Smith
Douglas Alexander Smith, född 22 juni 1985 i Toronto i Ontario, är en kanadensisk skådespelare. Han är bland annat känd för att ha spelat rollen som Ben Henrickson i HBO-serien Big Love mellan åren 2006 och 2011. Han har också medverkat i andra film- och TV-produktioner, såsom Percy Jackson och monsterhavet, Terminator: Genisys, Vinyl, Miss Sloane, When We Rise, och Big Little Lies.
Smith är yngre bror till skådespelaren Gregory Smith (född 1983). Han är sedan april 2018 gift med Tricia Travis.

## Filmografi (i urval)

### TV-serier
- 1996 – Arkiv X (TV-serie)
- 1998 – The Outer Limits (TV-serie)
- 2003 – Cold Case (TV-serie)
- 2004 – Everwood (TV-serie)
- 2004 – Mellan himmel och jord (TV-serie)
- 2004 – Guardian (TV-serie)
- 2004 – CSI: Miami (TV-serie)
- 2006 – Jordan, rättsläkare (TV-serie)
- 2006 – Close to Home (TV-serie)
- 2006–2007 – CSI: Crime Scene Investigation (TV-serie)
- 2006–2011 – Big Love (TV-serie)
- 2009 – Hawthorne (TV-serie)
- 2010 – Flashpoint (TV-serie)
- 2013 – Rookie Blue (TV-serie)
- 2016 – Vinyl (TV-serie)
- 2017 – When We Rise (TV-serie)
- 2018–2020 – The Alienist (TV-serie)
- 2019 – Big Little Lies (TV-serie)
- 2021 – Clarice (TV-serie)

### Filmer
- 1999 – Rätt upp i 90-talet!
- 2003 – Hangman's Curse
- 2004 – Sleepover – Pyjamaspartyt
- 2005 – Santa's Slay
- 2007 – Remember the Daze
- 2012 – Antiviral
- 2013 – Percy Jackson och monsterhavet
- 2014 – Ouija
- 2015 – Terminator: Genisys
- 2016 – Miss Sloane
- 2017 – The Bye Bye Man
- 2022 – Don't Worry Darling